# Harald Schwarzbauer
Harald Schwarzbauer (* 9. März 1957 in Linz) ist ein oberösterreichischer Politiker (ÖVP) und Gewerkschafter. Schwarzbauer war von 2009 bis 2012 Abgeordneter zum Oberösterreichischen Landtag.
Schwarzbauer besuchte von 1963 bis 1967 die Volksschule des Bischöfliches Lehrerseminar und im Anschluss bis 1976 das Bundesrealgymnasium Linz Fadingerstraße. Er ist beruflich als Vorsitzender des Zentralbetriebsrates der Gesundheits- und Spitals AG aktiv. Politisch ist Schwarzbauer als Gemeinderat in Asten tätig, zudem ist er Landesvorsitzender der Fraktion Christlicher Gewerkschafter und Konzernbetriebsratsvorsitzender der Oberösterreichischen Landesholding. Im Dezember 2008 wurde er zum Regierungsrat ernannt und am 23. Oktober 2009 als Landtagsabgeordneter angelobt. Schwarzbauer schied am 4. Juli 2012 auf eigenen Wunsch vorzeitig aus dem Landtag aus. 
Schwarzbauer ist verheiratet und Vater eines Sohnes (* 1978). 